# Saint-Denis-d'Anjou
 Saint-Denis-d'Anjou  es una localidad y comuna de Francia, en la región de País del Loira, departamento de Mayenne, en el distrito de Château-Gontier y cantón de Bierné. Es la mayor población del cantón.
Su población en el censo de 1999 era de 1.337 habitantes.
Está integrada en la  Communauté de communes du Pays de Château-Gontier .

## Demografía
| 1445 | 1445 | 1316 | 1279 | 1278 | 1337 |
| Para los censos de 1962 a 1999 la población legal corresponde a la población sin duplicidades (Fuente: INSEE [Consultar]) |      |      |      |      |      |